# New Fairview, Texas
New Fairview là một thành phố thuộc quận Wise, tiểu bang Texas, Hoa Kỳ. Năm 2010, dân số của xã này là 1258 người.

## Dân số
- Dân số năm 2000: 877 người.
- Dân số năm 2010: 1258 người.